# Alina Majchrzycka-Guzowska
Alina Majchrzycka-Guzowska (ur. 1942) – profesor zwyczajny Uniwersytetu Warszawskiego na Wydziale Zarządzania, kierownik Zakładu Finansowo-Prawnych Problemów Zarządzania. Jest kierowniczką Katedry Prawa Gospodarczego Uczelni Łazarskiego w Warszawie oraz profesorem Szkoły Głównej Handlowej. Specjalizuje się w dziedzinie finansów, prawa finansowego i podatkowego. Jest autorką ponad 100 prac z zakresu szeroko rozumianych finansów i prawa podatkowego.